# Канал — это сообщение

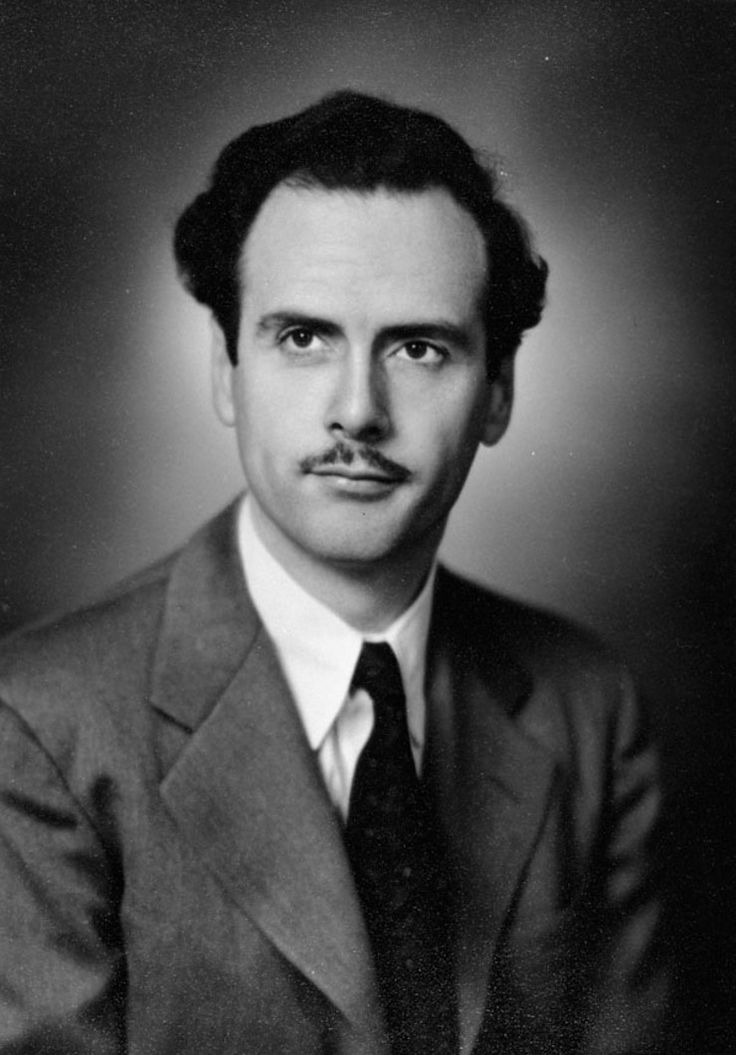
Фраза была введена Маршаллом Маклюэном.

«Сре́дство коммуника́ции есть сообще́ние» (англ. англ. The medium is the message; также существуют варианты перевода «Кана́л есть сообще́ние», «Посре́дник есть сообще́ние») — фраза, введённая канадским теоретиком коммуникации Маршаллом Маклюэном, и название первой главы его книги «Понимание медиа: Внешние расширения человека», опубликованной в 1964 году. Маклюэн утверждает, что само средство коммуникации (медиум), а не сообщения, которые оно несёт, должно быть основным объектом изучения. Эта концепция применялась другими авторами при обсуждении технологий от телевидения до Интернета.

## Теория Маклюэна
Маклюэн использует термин «сообщение» для обозначения содержания и характера. Содержание средства коммуникации — это сообщение, которое легко постичь, а характер средства коммуникации — это другое сообщение, которое легко упустить из виду. Маклюэн говорит: «В самом деле, слишком типично, что „содержание“ любого средства коммуникации ослепляет нас по отношению к характеру этого средства». Для Маклюэна именно само средство коммуникации формировало и контролировало «масштаб и форму человеческих связей и деятельности». Взяв в качестве примера кино, он утверждал, что то, как это средство коммуникации играло с представлениями о скорости и времени, трансформировало «мир последовательности и связей в мир творческой конфигурации и структуры». Следовательно, сообщением кино как средства коммуникации является этот переход от «линейных связей» к «конфигурациям». Развивая аргумент о понимании средства коммуникации как самого сообщения, он предположил, что «содержанием любого средства коммуникации всегда является другое средство коммуникации» — таким образом, речь является содержанием письма, письмо — содержанием печати, а сама печать — содержанием телеграфа.
Маклюэн часто каламбурил со словом «message» (сообщение), изменяя его на «mass age» (век масс), «mess age» (век беспорядка/сумятицы) и «massage» (массаж). Более поздняя книга, «The Medium Is the Massage», изначально должна была называться «The Medium is the Message», но Маклюэн предпочёл новое название, которое, как говорят, было опечаткой при наборе.
Относительно названия Маклюэн писал:
Название «The Medium Is the Massage» — это своего рода наживка, способ привлечь внимание. В одном из торонтских дворов старьёвщика висит замечательная вывеска: «Помогите украсить свалки. Выбросьте сегодня что-нибудь прекрасное». Это очень эффективный способ заставить людей обратить внимание на многое. И поэтому название призвано привлечь внимание к тому факту, что медиум не является чем-то нейтральным — он что-то делает с людьми. Он овладевает ими. Он воздействует на них, обрабатывает их, массирует и встряхивает, так сказать, по-хиропрактически, и общая «грубая обработка», которую любое новое общество получает от медиума, особенно нового медиума, — вот что подразумевается в этом названии.
Маклюэн утверждает, что «сообщение» — это «изменение масштаба, темпа или модели», которое новое изобретение или инновация «вносит в человеческие дела».
Маклюэн понимал «средство коммуникации» (медиум) в самом широком смысле. В «Понимании медиа» он писал: «Пример электрического света может оказаться поучительным в этом отношении. Электрический свет — это чистая информация. Это, так сказать, медиум без сообщения, если только он не используется для написания какого-либо рекламного объявления или названия». Электрическая лампочка является наглядной демонстрацией концепции «средство коммуникации есть сообщение»: лампочка не имеет содержания так, как газета имеет статьи или телевизор — программы, тем не менее, это медиум, который оказывает социальное воздействие; то есть лампочка позволяет людям создавать пространства в ночное время, которые в противном случае были бы окутаны тьмой. Он описывает лампочку как медиум без какого-либо содержания. Маклюэн утверждает, что «лампочка создаёт среду самим своим присутствием». Аналогично, сообщение новостной передачи о чудовищном преступлении может заключаться не столько в самой новостной истории (содержании), сколько в изменении общественного отношения к преступности, которое порождает эта передача фактом того, что такие преступления фактически приносятся в дом для просмотра за ужином.
В «Понимании медиа» Маклюэн описывает «содержание» медиума как «сочный кусок мяса, который несёт взломщик, чтобы отвлечь сторожевого пса разума». Это означает, что люди склонны сосредотачиваться на очевидном, то есть на содержании, которое предоставляет нам ценную информацию, но в процессе мы в значительной степени упускаем из виду структурные изменения в наших делах, которые вводятся незаметно или в течение длительных периодов времени. Когда ценности, нормы и способы деятельности общества меняются из-за технологии, именно тогда мы осознаём социальные последствия этого медиума. Они варьируются от культурных или религиозных вопросов и исторических прецедентов, через взаимодействие с существующими условиями, до вторичных или третичных эффектов в каскаде взаимодействий, о которых мы не подозреваем.
Говоря об истории искусства, Маклюэн интерпретировал кубизм как ясное заявление о том, что средство коммуникации и есть сообщение. Для него кубистическое искусство требовало «мгновенного чувственного осознания целого», а не только перспективы. Иными словами, применительно к кубизму нельзя было спрашивать, о чём произведение искусства (содержание), а скорее следовало рассматривать его целиком. Многие концепции, представленные в этой работе, являются расширениями, популяризациями и приложениями идей, первоначально разработанных Вальтером Беньямином, и диалога между его текстами и другими мыслителями Франкфуртской школы в 1930-х и 1940-х годах.

## Применение

### Телевидение
Нил Постман в своей книге 1985 года «Развлекаемся до смерти» выражал обеспокоенность тем, что теория Маклюэна, если она верна, означает, что телевидение уникальным образом разрушительно для общественного дискурса в Америке, где стиль преобладает над содержанием.

### Интернет
Некоторые современные журналисты и учёные указывали на алгоритмы, социальные сети и Интернет как на яркие примеры теории Маклюэна.